# 1616

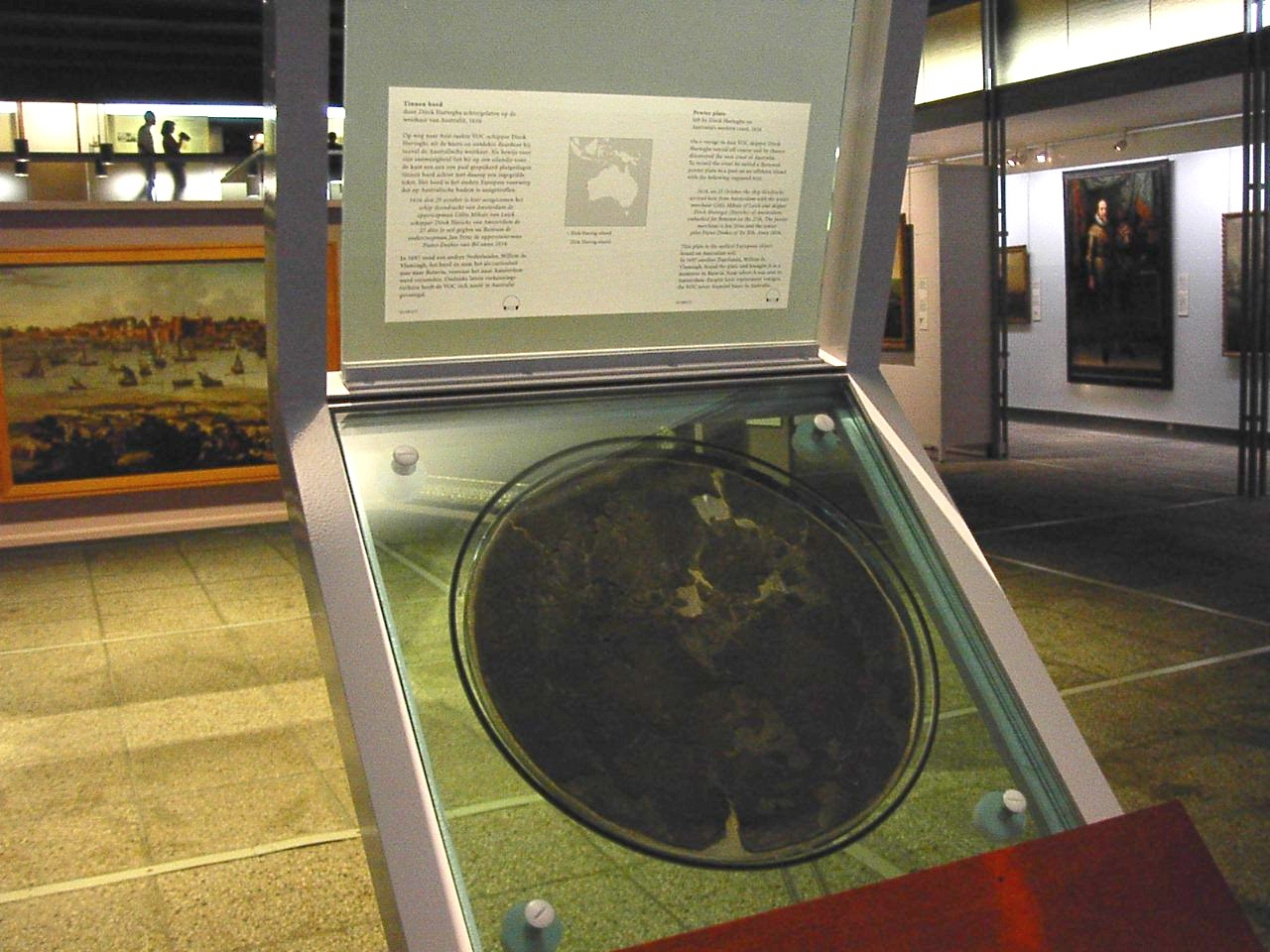
Ao 1616, den 25sten October, is hier vangecommen het schip de Endracht van Amsterdam, den Oppercoopmen Gilles Mibais van Luyck; schipper Dirk Hartog, van Amsterdam, den 27sten, dito t' zeijl gegaen na Bantam, den Ondercoopman Jan Stoyn, Opperstierman Pieter Dockes, van Bil, Ao 1616.

Het jaar 1616 is het 16e jaar in de 17e eeuw volgens de christelijke jaartelling.

## Gebeurtenissen
januari
- 1 - Jan de Latere hofje gesticht te Leiden door de uit Vlaanderen afkomstige mutsenmaker Jan de Latere.
- 10 - Lichtenvoorde wordt ingenomen door de staatsen en ingelijfd bij het graafschap Zutphen.
- 25 - Na een beleg wordt het Kasteel van Borculo overgegeven aan de Staatse troepen.
- 29 - De Nederlandse ontdekkingsreizigers Willem Cornelisz Schouten en Jacob Le Maire varen voor het eerst om Vuurland. Zij noemen deze kaap naar de stad Hoorn, de geboorteplaats van Schouten.

februari
- 25 - Borculo wordt belegerd door de staatsen, en bij verdrag overgegeven en ingelijfd bij het graafschap Zutphen.
- 26 februari - Paus Paulus V dwingt de geleerde pater Galilei diens aan Copernicus ontleende theorie dat de aarde rond is en zich om de zon beweegt, in te trekken.

maart
- 5 - Copernicus' boek De Revolutionibus Orbium Coelestium (Over de omwentelingen van de hemellichamen) uit 1543 wordt door de paus op de Index geplaatst.
- 14 - De moord op Jan van Wely, een Amsterdamse juwelier, wordt gepleegd op het Binnenhof in Den Haag, door de kamerheer van prins Maurits en een adelborst van de lijfwacht.
- 28 - De Middelburgsche Wisselbank wordt gesticht.

september
- 15 - In Frascati bij Rome wordt de eerste gratis lagere school gesticht door de orde der Piaristen.

oktober
- 25 - Dirck Hartog landt aan de westkust van Australië, bij Shark Bay, bij een aantal onbewoonde eilanden, die nu de Dirck Hartog-eilanden genoemd worden. Hij laat een tinnen plaat achter, die later naar Amsterdam zal worden teruggebracht.

november
- 8 - De stad Amsterdam staat joodse vluchtelingen uit Spanje en Portugal toe zich in de stad te vestigen en er hun religie te belijden, mits dat binnenshuis gebeurt en men zich niet uitlaat over het christendom. Gemengde huwelijken zijn niet toegestaan.

## Beeldende kunst

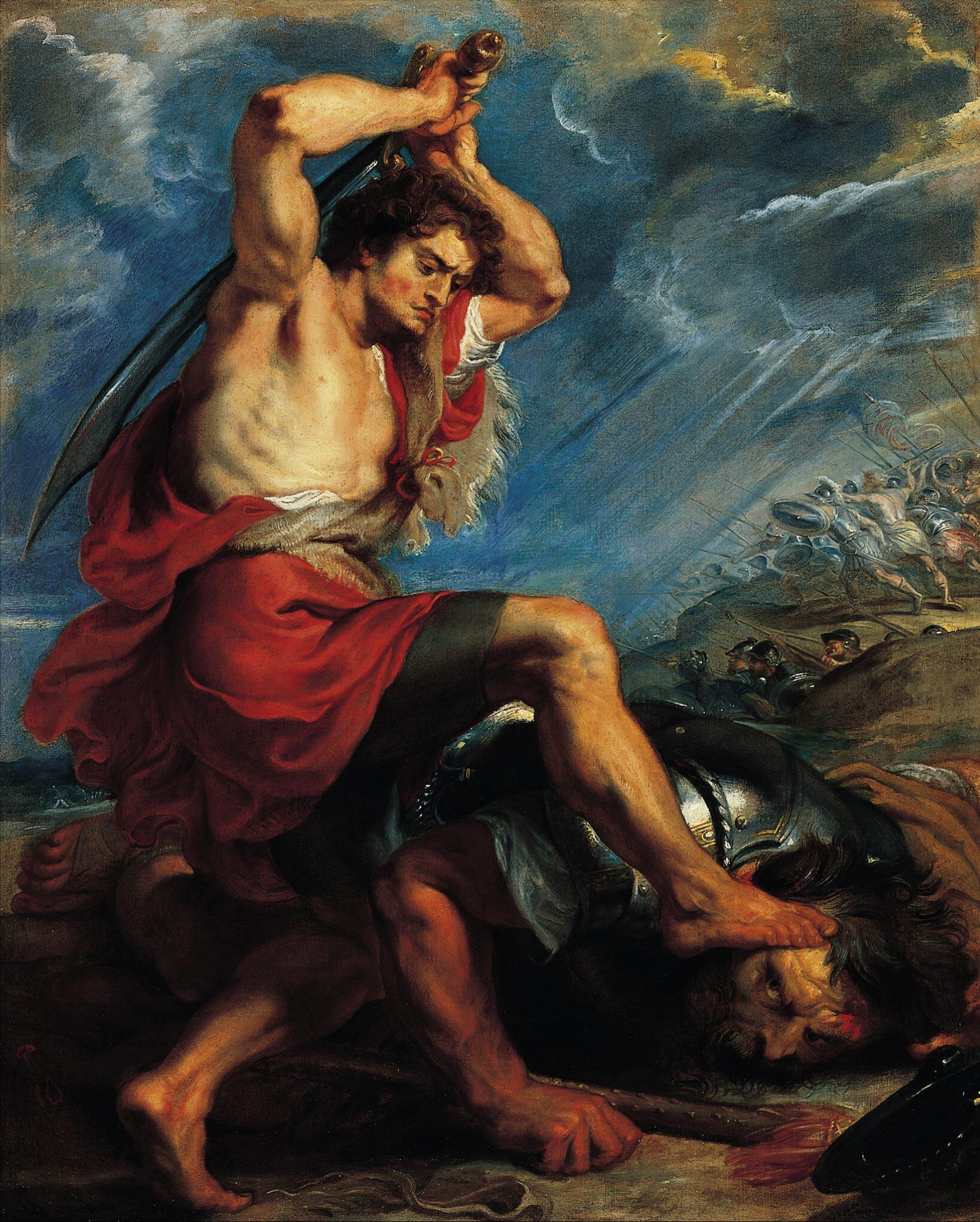
David verslaat Goliath (ca. 1616) Peter Paul Rubens, Norton Simon Museum, Pasadena (Californië)
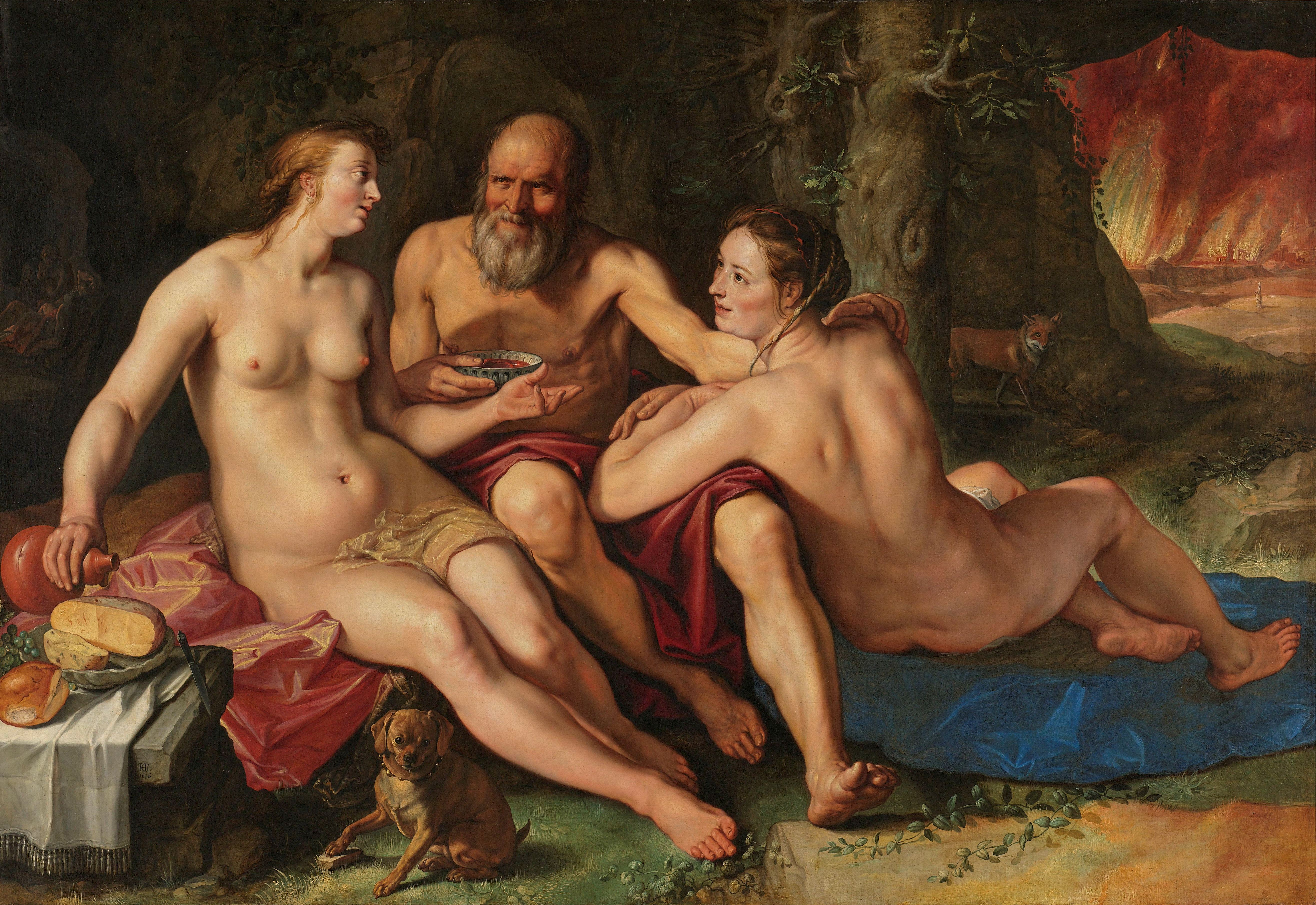
Lot en zijn dochters (1616) Hendrick Goltzius, Rijksmuseum
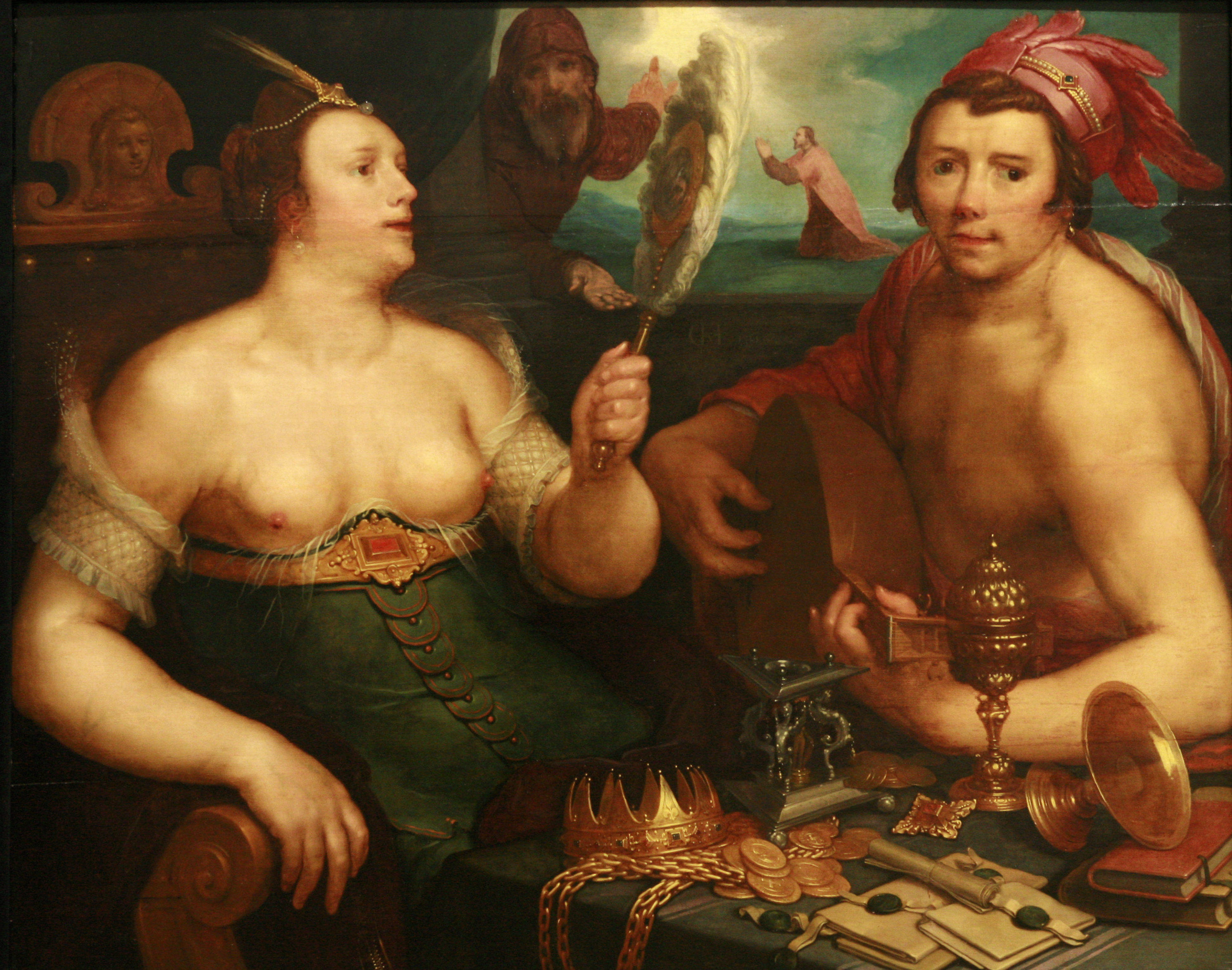
Allegory van ijdelheid en penitentie (1616) Cornelis Cornelisz. van Haarlem, Musée des Beaux-Arts de Strasbourg

## Bouwkunst

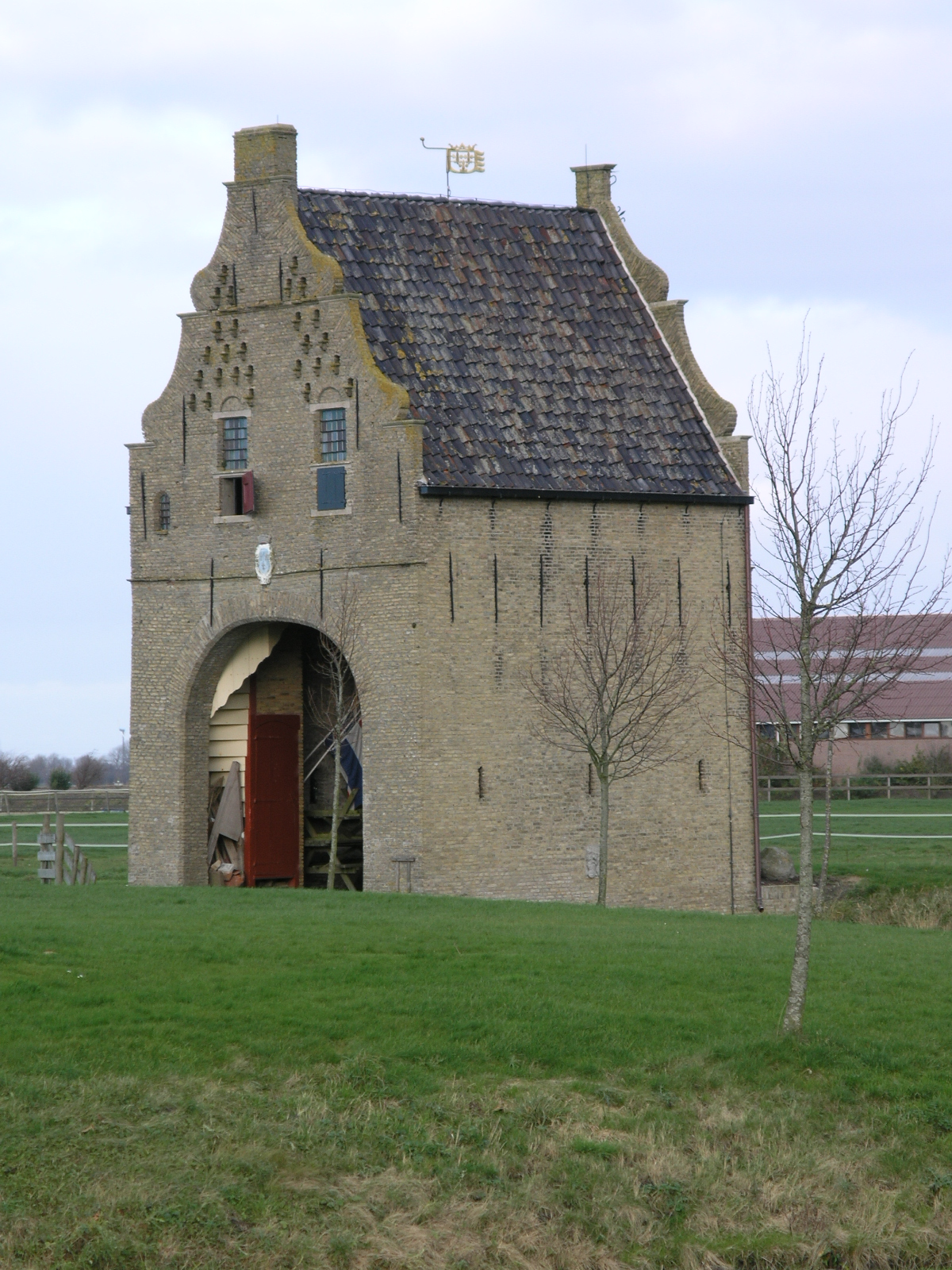
Poortgebouw van Uniastate bij Beers, Friesland (1616)

## Geboren
april
- 10/16 - Trijntje Keever, Nederlandse vrouw, waarschijnlijk de langste vrouw die ooit heeft geleefd (overleden 1633)

mei
- 19 gedoopt - Johann Jakob Froberger, Duits orgelcomponist (overleden 1667)

juli
- 16 - Christiaan van Nassau-Siegen, Duits militair (overleden 1644)

oktober
- 2 - Andreas Gryphius (gelatiniseerde naam van Andreas Greif, Duits toneelschrijver uit de barok (overleden 1644)

november
- 22 - John Wallis, Engels wiskundige (overleden  1703)

## Overleden
januari
- 18 - Karel van Arenberg (65), Zuid-Nederlands politicus, militair en diplomaat

februari
- 4 - Samuel Pallache (66), Marokkaans diplomaat

maart
- 3 - Matthias de l'Obel (78), Vlaams botanicus
- 6 - Francis Beaumont (~32), Engels toneelschrijver

april
- 23 - William Shakespeare (52), Brits toneelschrijver en dichter
- 23 - Miguel de Cervantes Saavedra (68), Spaans roman- en toneelschrijver. Auteur van het boek Don Quichote de la Mancha

juni
- 9 - Cornelis Schuyt (~59), Nederlands organist en componist

augustus
- 7 - Vincenzo Scamozzi (67), Italiaans architect

oktober
- 10 - Maria van Nassau (60), tweede dochter van Willem van Oranje